# Sissi Tax
Sissi Tax (* 19. September 1954 in Köflach/Steiermark) ist eine österreichische Schriftstellerin.

## Leben
Sissi Tax wuchs auf im steirischen Köflach. Sie studierte Germanistik und Pädagogik an den Universitäten in Graz und Berlin. Bis 1980 war sie Mitglied der Redaktion der Literaturzeitschrift manuskripte. 1982 promovierte sie an der Universität Graz mit einer Arbeit über Marieluise Fleißer zum Doktor der Philosophie. Anschließend ließ sie sich in Berlin nieder, wo sie als Verlagslektorin und Herausgeberin tätig ist. Von 1986 bis 1988 war sie stellvertretende Leiterin des Berliner Literaturhauses.
Sissi Tax ist vorwiegend Verfasserin von Prosawerken. 
Sissi Tax ist Mitglied der Grazer Autorenversammlung. 1992 und 1993 erhielt ein Arbeitsstipendium des Berliner Senats, 1995 den Förderpreis der Zeitschrift manuskripte sowie 2001 den Holfeld-Tunzer-Preis. 1996 nahm sie am Ingeborg-Bachmann-Wettbewerb in Klagenfurt teil.

## Werke
- Marieluise Fleißer, Basel u. a. 1984
- Manchmal immer, Graz u. a. 1995
- Von verschiedenem Geschmack, Berlin 2000 (zusammen mit Reinald Nohal)
- Je nachdem, Graz 2001
- Und so fort, Graz u. a. 2007
- das abc der sissi tax. wörterbuch, Klagenfurt 2025, ISBN 978-3-85415-685-7.

## Herausgeberschaft
- Manuskripte 1960–1980, Basel [u. a.] 1980 (herausgegeben zusammen mit Alfred Kolleritsch).
- Wolfgang Bauer: Nacht-Zettel, Berlin 1987 (herausgegeben zusammen mit Herbert Wiesner)
- Ici et ailleurs, Graz 1996 (zusammen mit Sabine Reisner).

## Übersetzungen
- Gertrude Stein: Ein Buch mit da hat der Topf ein Loch am Ende eine Liebesgeschichte. Friedenauer Presse, Berlin 1987 (übersetzt zusammen mit Oskar Pastior), ISBN 3-921592-39-9.
- David Markson: Wittgensteins Mätresse. Berlin, Berlin 2013, ISBN 978-3-8270-0817-6.